# 边界线 (板球)

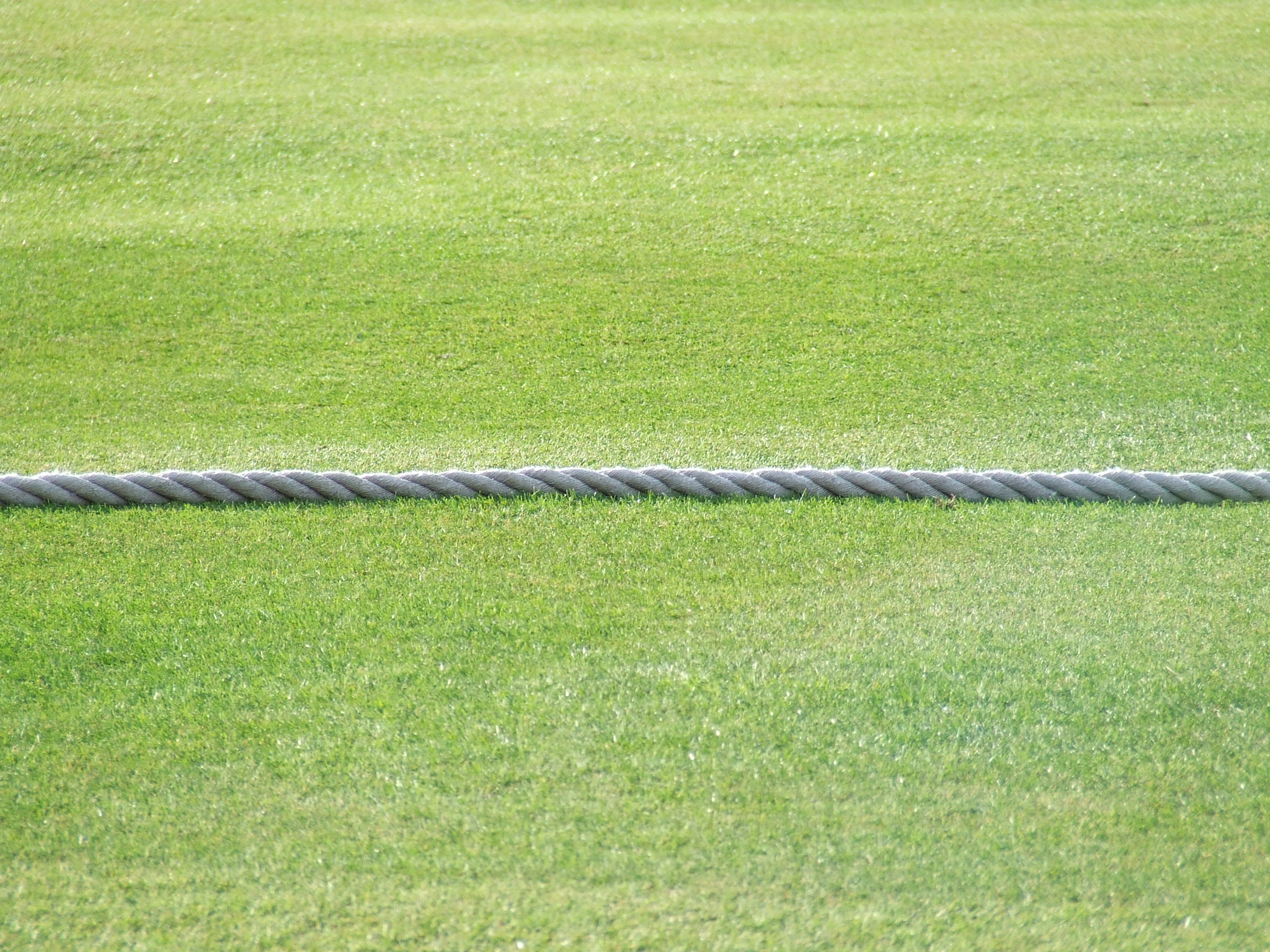
传统的边界绳.

边界线在板球运动场有中有两种不同的含义：
1. 比赛场地的边界或分界线。
2. 得分跑的方式。

## 场地界线
分界线是运动场上的边界，或实体物，标志着球场的边界，如绳子或栅栏。在低水平比赛中，塑料圆筒系列经常使用。2000年代初以来，专业比赛中的界线往往是填充垫子并携带赞助商标沿着绳子捆扎而成。如果在比赛过程中移动（如：外野手滑向绳子）分界线意味着停留在目标物的原位置。当 板球在边界内，则继续比赛。当球触碰到边界，及边界以外的地方, 或外野手自己触摸到界线或界外，为出局，且击球方通常在击球出局后得4分或6分. 由于此规则，靠近边界的外野手试图拦截球，球经常会弹回到赛场上而不是直接把它捡起来，然后返回到赛场待球滑落到界内后捡起。

## 得分跑
得4分或6分的边界球，是投出的一个球到达场地界记为得分. 偶尔会错误使用代名词“四分”为界线。 比如说有时候评论家认为，如“赛局中共七个边界球，3个6分的未触地界外球。 正确的术语是“赛局中10个边界球，7个4分球，3个6分的未触地界外球。”
如果球在界绳内落地或又弹出界绳外，得4分，如果球没有落地，直接飞出界外，得6分。这些情况分别被记为四跑分或六跑分。当发生这种情况时，会自动记为击球手的和他的球队得分，球则成为死球。如果球没有触及到球板或手拿着球板，4分跑就用额外的 得分相关类型代替；但6分不能算做额外分，即使球清楚地掠过边界（在任何情况下，都不可能）。
得四分（或更多）也可以通过击球到外场得分和奔跑于三柱门之间。在这种方式下四分跑是一种“全4得分跑”（all run four)，也不会算为边界球。
如果外野手拿到球而抛出，而其他的外野手在球到达界线之前没有拿到球，就会产生四分跑。 在这种情况下，击球手击球得分，所得分数击球员至此时所应得的所有的跑,,加上四个额外得分，作为边界球计算。如果球没有从球棒上脱落或拿着球棒的手，之后得分跑会被列为'附加分'，并加入到球队成绩，但对任何个人击球手不得分。
一次较好的攻击性击球得分为4分或6分，展现了击球员在超越投球员时能很好地驾驭，这通常会受到观众欢迎的掌声。击中边界得4分，或一击没有达到击球手期待的效果,对于投球手来说是不幸的。作为击球手本身在每局过程中更加投入,因而更加自信，这样他的边界球得分率往往会增加。
平均每场一级赛中，通常能看见50至150个边界4分球[来源请求。]。未触地界外球是罕见的，通常少于10，有时没有,不过也会在比赛 中取得分数（尤其是 锦标赛）。

## 记录

### 得6分的未触地界外球
在测试赛一局中，最多的6分的未触地界外球是12个，这是巴基斯坦全能选手瓦西姆阿克拉姆于1996年十月 在舍库普拉针对津巴布韦的比赛中,没有出局, 获得,257跑分的成绩。在单日国际赛（ODI）一局中，最多的6分的未触地界外球的记录是由泽维尔马歇尔（Xavier Marshall）在2008年8月 加拿大对 安大略省的王城 赛中击了12个6分的未触地界外球。
亚当·吉尔克里斯特（Adam Gilchrist）目前在（锦标赛）的职业生涯中持有最多的6分的未触地界外球记录（至2009年三月为止，总共100个[1]）。沙希德阿夫瑞迪（Shahid Afridi) 持有单日国际职业赛中最多的6分的未触地的界外球记录。（至2010年6月为止，在296  场比赛中获得272个6分的未触地的界外球）。[2] 在锦标赛中最多的6分的未触地的界外球记录为27，这发生在2006年费萨拉巴德的伊克巴尔球场，巴基斯坦 对 印度 的锦标赛中。在他们的第一局，巴基斯坦击中11个未触地界外球。 
而印度在第一局击中9个6分的未触地的界外球。 巴基斯坦在第二局又击了7个6分未触地的界外球。
在单日国际赛中，最多的6分的未触地界外球是31，这是2009年3月印度对新西兰之间的一场比赛，在兰卡斯特体育馆 (AMI Stadium)。印度队在其局中击中18个6分未触地的界外球，新西兰是13个。在二十轮的国际 (Twenty20 International)赛中，同等记录基于同样的场地和同场比赛， 印度对新西兰之间的比赛中, 击了24个6分的未触地界外球。

### 一轮6个分的未触地界外球
1968年8月31日，加菲尔·德索贝斯（Garfield Sobers)成为首个一级板球赛[3] 6个球一轮中，击中六个6分的未触地界外球的人 。此轮比赛在诺丁汉队的马尔科姆纳什在斯旺西圣海伦比赛场地对格拉摩根的首局赛中进行的。纳什是个缝线投球员，但不知怎么的, 在球出来时, 他突然间决定尝试用手臂旋转投球。此成就被录像捕获。[4]
1985年1月，拉维夏斯里重复了这一壮举。孟买对巴罗达的比赛在孟买的旺哈德体育场（Wankhede）举行 ，夏斯特里一轮里击中左臂飞旋球员 蒂拉克拉吉6个6分的未触地的界外球。
2007年3月16日，2007板球世界杯赛中， 在南非对荷兰比赛里赫斯车尔·吉布斯(Herschelle Gibbs)成为在单日国际赛一轮中，首个击打6个6分的未触地界外球的人。此轮由荷兰腿旋球手大安·瓦尼·邦吉（ Dan van Bunge） 击杀[5]。
2007年9月19日，在英格兰对印度比赛中,印度板球手Yuvraj辛格Yuvraj Singh在南非德班刚刚成立的国际板球协会20轮世界杯中,20轮的国际板球赛的单轮赛击了6个6分的未触地的界外球。投球手是英国的斯图亚特博得。